# Taira Shige
Taira Shige (japanisch 茂 平 Shige Taira; * 9. April 1993 in Ōmura) ist ein japanischer Fußballspieler.

## Karriere
Shige erlernte das Fußballspielen in der Jugendmannschaft von Ōita Trinita und der Universitätsmannschaft der Ritsumeikan-Universität. Seinen ersten Vertrag unterschrieb er 2016 bei Nara Club. Für den Verein absolvierte er 25 Ligaspiele. 2017 wechselte er zum Drittligisten Giravanz Kitakyushu. Für den Verein absolvierte er 52 Ligaspiele. 2020 wechselte er zum Ligakonkurrenten Blaublitz Akita. Mit Blaublitz feierte er 2020 die Meisterschaft der dritten Liga und den Aufstieg in die zweite Liga. Nach insgesamt 103 Ligaspielen wechselte er zu Beginn der Saison 2023 zum ebenfalls in der zweiten Liga spielenden Ōita Trinita.

## Erfolge
Blaublitz Akita
- Japanischer Drittligameister: 2020  ▲